# Oleg Velyky
Oleg Velyky (14. listopada 1977., Brovary, Ukrajina – 23. siječnja 2010.) bio je njemački rukometaš.
Rođen je u mjestu Brovary, u Ukrajini, a njemačko državljanstvo je dobio 2004. Umro je 2010. od raka.